# Welamen

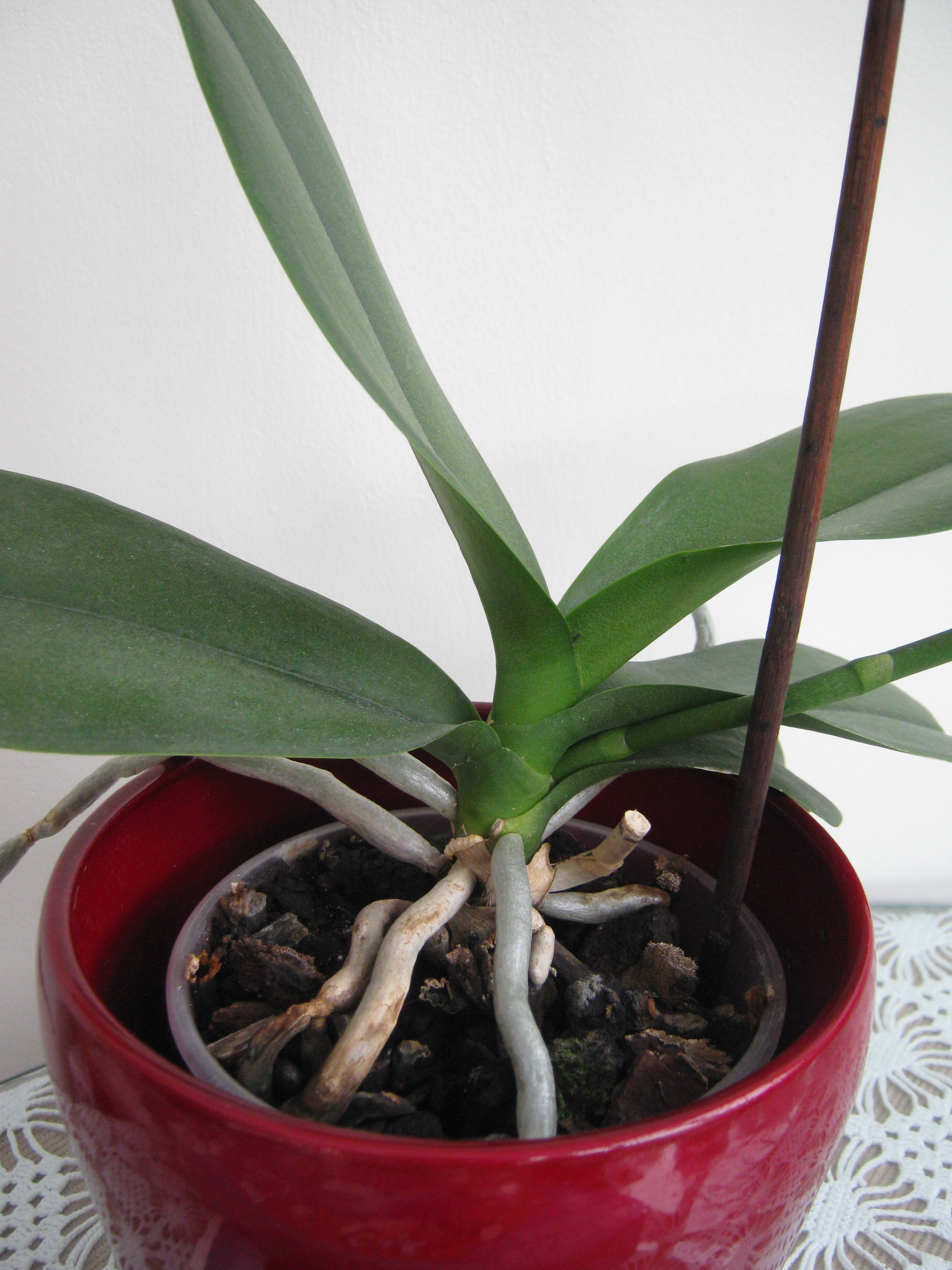
Srebrzysty welamen na korzeniach falenopsisa

Welamen, welamen korzeniowy (łac. velamen = okrycie, suknia) – wielowarstwowa, gąbczasta skórka tworzona przez obumarłe komórki na korzeniach powietrznych epifitów z rodziny storczykowatych i  obrazkowatych. Służy do gromadzenia i wychwytywania wody z atmosfery oraz przytwierdzania roślin do nierówności pni. Martwe komórki otoczone są porowatymi, celulozowymi ścianami komórkowymi, które nadają welamenowi srebrzystą barwę w stanie suchym. Komórki welamenu nasączone wodą stają się przezroczyste i wówczas korzenie mają zwykle barwę zieloną. U niektórych gatunków warstwa komórek welamenu jest postrzępiona w formie filcowato zbitych włosków (np. storczykowate z rodzaju pafiopedilum).